# Jennifer Arias
Jennifer Kristin Arias Falla (* 13. Januar 1987 in New York City) ist eine kolumbianische Politikerin des Centro Democrático, die seit 2018 Mitglied des Repräsentantenhauses (Cámara de Representantes) sowie seit 2021 Präsidentin des Repräsentantenhauses ist.

## Leben
Jennifer Kristin Arias Falla, Tochter von Luis Eduardo Arias Castellanos und Laura Falla Londoño, nahm als Vertreterin des Departamento del Meta 2007 an der Wahl zur „Miss Kolumbien“ (Señorita Colombia 2007) teil, schied aber bereits in der Vorauswahl aus. Sie absolvierte nach dem Schulbesuch ein Studium im Fach Industrial Engineering mit dem Schwerpunkt Wirtschaftswissenschaften an der Universidad de los Andes. Ein  weiteres Studium der Fächer Verwaltungswissenschaft und Politikwissenschaft an der Universidad Externado de Colombia, welches sie mit einem Master (Magister en Gobierno y Políticas Públicas) beendete. Sie war nach dem Studium als Beraterin in Agrarfragen für den öffentlichen Sektor wie der Regierung des Departamento del Meta und im privaten Sektor als Sozial- und Gemeindemanagerin des Wasserversorgungsunternehmens Aguas de Bogotá tätig. Ihre politische Laufbahn für das Centro Democrático begann sie bei den Kommunalwahlen 2015 als Kandidatin für das Amt als Bürgermeisterin von Villavicencio, der Hauptstadt des Departamento del Meta. Sie schreibt regelmäßig Kolumnen für das Meinungsportal losirreverentes.com und engagiert sich für die Entwicklung von Programmen zur Teilhabe und Inklusion von Menschen mit Behinderungen.
Bei der Parlamentswahl am 11. März 2018 wurde Jennifer Arias für das CD im Departamento del Meta mit 31.125 Stimmen zum Mitglied des Repräsentantenhauses (Cámara de Representantes) gewählt. Sie wurde Mitglied der Ständigen Siebten Verfassungskommission (Comisión Séptima Constitucional Permanente), der Rechtskommission für Rechnungslegung, und fungierte zwischen 2018 und 2019 als Vizepräsidentin des Repräsentantenhauses. Seit 2019 ist sie ferner Mitglied des Ausschusses für die Gleichstellung von Frauen (Comisión Legal para la Equidad de la Mujer).
Als Nachfolgerin von Germán Blanco Álvarez wurde Jennifer Arias am 20. Juli 2021 Präsidentin des Repräsentantenhauses.

## Weblink
- H.R. Jennifer Kristin Arias Falla. In: Cámara de Representantes. Abgerufen am 4. Dezember 2021 (spanisch).